# Pošta Crne Gore
Pošta Crne Gore je crnogorsko državno poduzeće kojem je osnovna djelatnost prijem, prijenos i dostava poštanskih pošiljki. Također obavlja poslove platnog prometa i usluga brze pošte, a za velike sustave pruža uslugu hibridne pošte.

## Povijest
- 1854. Osnovana austrougarska poštanska stanica na području Crne Gore.
- 1871. Potpisana poštanska konvencija između Austro-Ugarske i Crne Gore.
- 1873. Na Cetinju otvorena prva pošta.
- 1874. Puštene u opticaj prve poštanske marke i Crna Gora pristupa Svjetskom poštanskom savezu.
- 1878. Poslije Berlinskog kongresa austrougarska poštanska stanica je pripala Crnoj Gori.
- 1903. Uveden automobilski prijevoz pošte.
- 1913. Izdata posljednja poštanska marka Pošte Crne Gore.
- 1918.—1941. Pošta funkcionira u sklopu PTT Kraljevine Jugoslavije.
- 1945.—1990. Obnovljen poštanski sustav, uspostavlja se PTT direkcija na Cetinju pošta funkcionira u okviru JPTT.
- 1998. PTT Saobraćaj Crne Gore se dijeli na Poštu Crne Gore i Telekom Crne Gore.
- 2005. Crna Gora prvi put nakon 1913. izdaje samostalno poštansku marku.
- 2006. Crna Gora obnavlja svoje članstvo u Svjetskom poštanskom savezu.

## Usluge
Pošta Crne Gore ima čitav spektar usluga od kojih su najbitnije:
- Poštanske usluge
- Direktni marketing
- Hibridna pošta
- Express usluge (Brza pošta)
- Telefonske usluge
- Novčano poslovanje (Platni promet)